# 中川健一
中川 健一（なかがわ けんいち、1947年〈昭和22年〉1月11日 - ）は、日本の牧師。伝道団体・ハーベスト・タイム・ミニストリーズ代表。元ローザンヌ・ユダヤ人伝道協議会（LCJE）日本支部長。

## 経歴
大阪市生野区出身。大阪府立生野高等学校在校中、1年間AFSでアメリカ合衆国カリフォルニア州アナハイムの高校に留学。1970年一橋大学法学部卒業。大学では国際部に所属。部の2年先輩に経済学者の村瀬哲司京都大学名誉教授がいた。大学卒業後、帝人に入社。その後、日本マクドナルド部長代理を経て、1979年トリニティ神学校卒業、牧会学修士（M.Div.）。
1979年、町田クリスチャンセンターを設立し、東京都町田市で伝道に従事。1980年からテレビ伝道を始め、1986年ハーベスト・タイム・ミニストリーズを設立。ローザンヌ・ユダヤ人伝道協議会（LCJE）日本支部支部長も務めた。
テレビ放送は2010年3月で終了するがその後、各地で再臨待望聖会を開いて、黒川知文らをゲスト講師に招聘し、再臨運動に従事。インターネット配信の広い広報性に着目し、「ハーベスト・タイム・メッセージステーション」にて聖書解説の動画公開を1800本以上、行っている。

## クリスチャンとして
少年時代に父親から「目に見えないもの、手でさわれないものを信じたらアカンぞ」と言われ、神はいない、あの世はないと思っていた。大学時代に、人は立身出世のために生き、死んだら終わりなのだと考え、人生の虚しさに苦悩していた。そんな時、大学の後輩に誘われて教会の集会に参加し、キリストが人間の罪をあがなうために命を捧げたことを知り、世界観・人間観が激変し、クリスチャンとなる。トリニティ神学校時代は妻子を抱えながら経済的に厳しい状況であったが、現地アメリカのキリスト教徒から家具の提供や日給の高いアルバイトの斡旋を受けたことが、アメリカのキリスト教徒への親近感、信頼感につながっている。
聖書研究から日本の霊的覚醒を掘り起こすことをミッションとしている。福音派であり、三位一体説、ディスペンセーション主義、艱難前携挙説に立つ。
自由主義神学、エキュメニズム、繁栄の神学に反対の立場をとる。また奇跡の現象を見て、その教えを信じてしまうことに警鐘を鳴らしている。

## LGBTについて
ハーベスト・タイム・ミニストリーズHarvest Time MinistriesというYouTubeチャンネルの『Q39私の教会に、同性愛者のクリスチャンがいます。どう考えたらよいのでしょうか？【3分でわかる聖書】』という動画で、「同性愛者のクリスチャンという概念はあり得ます。で、もう少し具体的に言うと、その人は自らの内にある同性愛的傾向を罪と考えて、それと戦っているんです。しかし、もし同性愛的傾向を罪だと考えていないとするならば、救われていない可能性が大です。あるいは、習慣的に実際の行為に及んでいるならば、それもまた救われてない可能性が大です。ですから、その場合はイエスキリストの福音をお伝えする必要があります。いずれにしましても、神様は同性愛は憎まれます。けれども、同性愛者を愛しておられます。そして、その人たちが束縛から解放され自由になることを神は願っておられますね。」と発言。
2024年9月16日現在、そのYouTubeの動画だけは削除され、わかりやすい解説で、聖書の言葉を学ぶ　聖書入門.comのサイトの方にQ.39 私の教会に、同性愛者のクリスチャンがいます。どう考えたらよいのでしょうか？があり、そこには、同様の言い分がそのまま書かれている。

CGNTV JapanというYouTubeチャンネルの『[くりナビ] LGBTQについての聖書的見解 / テモテ・コール｜クリスチャン・ナビゲーション#89｜CGNTV』という動画で、『一番目の危機感は、聖書解釈の危機感ですね。あべさいむは字義通りの聖書解釈を提唱していますが、私たちが立ってる基盤が揺らぎはじめて、聖書の読み方が攻撃されている。これが一番目の危機感。二番目の危機感は、神が人を男と女に創られたという創造の秩序が攻撃を受けているという危機感。3番目が結婚関係が歪んでくると家庭が崩壊する。社会の最小単位である最も大事な家庭制度が崩壊する。これ社会の崩壊、国の崩壊につながる。まあ、こういったことで危機意識を覚えたわけですね。ですから、NBUSは何をしようとしてるかというと、まず、聖書が何を言っているかを学んで理解しましょう。それに基づいて、現実に突きつけられてくる問題に対応しましょうということですね。私たちは私自身もそうですけど、LGBTQのライフスタイルの方々を批判したり差別したりする意図は全くありません。それよりも実際にその中にいて苦しいから、そこから抜け出したいと思っておられる少数者の方がおられるわけです。これを私たちは、マイノリティーの中のマイノリティーと呼んでいます。自分のライフスタイルを変えたいと思ってらっしゃる方々に正しくできればうれしいなぁと思っている。これはまあ、NBUS（性の聖書的理解ネットワーク　Network for Biblical Understanding of Sexuality)を設立した大きな理由ですね。ぜひ、ナッシュビル宣言をよんでくださり、賛同したならば私も賛同しますというサインを入れて頂きたいと思います。こんなに聖書を字義通りに読む人がいるんだなということがわかるだけでも励みになると思うんですね。この運動が広がることを心から願っています。』とメッセージをその動画によせている。

## 著作

### 著書
- 『主をほめよ : シリーズ1』（共編著） 一粒社 1985
- 『中川健一の聖書の人々 新約編』ハーベスト・タイム出版部 1989
- 『中川健一の聖書の人々 旧約編』ハーベスト・タイム出版部 1990
- 『中川健一のイエスのたとえ話』ハーベスト・タイム・ミニストリーズ出版部 1990
- 『変えられた人生』（編著） 新生運動 1991
- 『ユダヤ入門 : その虚像と実像』ハーベスト・タイム・ミニストリーズ出版部 1992
- 『エルサレムの平和のために祈れ : 続ユダヤ入門』ハーベスト・タイム・ミニストリーズ出版部 1993
- 『約束の地 : 聖地旅行メッセージ集』ハーベスト・タイム・ミニストリーズ出版部 1993
- 『日本人に贈る聖書ものがたり』文芸社 2003
- 『〈聖書流〉生き方指南』アイシーメディックス 2008
- 『3分でわかる！聖書』文芸社 2017
- 『3分でわかる！聖書 2』文芸社 2018

### 訳書
- ルベン・ドロン著『新しいひとりの人 : 聖書的教会像を求めて』ハーベスト・タイム・ミニストリーズ出版部 1998
- ミリアム・ファインバーグ・ヴァモシュ著『イエス時代の日常生活 : フルカラー』ハーベスト・タイム・ミニストリーズ出版部 2000
- スーザン・マルコス著『主の門に入れ : 詩篇100:4 : 信仰のユダヤ的ルーツを目指して』（監修）ハーベスト・タイム・ミニストリーズ出版部 2000